# Kromanti
Kromanti of 'Kromanti tongo' is een Afro-Caribische, rituele geheimtaal. 
Het Kromanti-woordenschat vindt zijn oorsprong in de Akan-taalfamilie. Kromanti is geen levende taal; ze wordt met name gebezigd tijdens de wintiprei, wanneer de spreker of ingewijde in trance is. Met 'Kromanti winti' of 'Kumanti winti' wordt ook wel specifiek verwezen naar de geesten (goden) van het element lucht (het luchtpantheon) binnen deze religie. 
In Suriname is ze vooral bekend onder de marrons en een belangrijk onderdeel van de traditionele Winti. 